# Vingåker
Vingåker este un oraș în Suedia.

## Demografie
| \| Evoluția demografică a zonei urbane Vingåker, 1970–2015 \| Evoluția demografică a zonei urbane Vingåker, 1970–2015 \| Evoluția demografică a zonei urbane Vingåker, 1970–2015 \| Evoluția demografică a zonei urbane Vingåker, 1970–2015 \| Evoluția demografică a zonei urbane Vingåker, 1970–2015 \| \| --------------------------------------------------------------------------------------- \| ------------------------------------------------------- \| ------------------------------------------------------- \| ------------------------------------------------------- \| ------------------------------------------------------- \| \| An \| \| \| Locuitori \| \| \| 1970 \| 1970 \| \| 5.414 \| 5.414 \| \| 1975 \| 1975 \| \| 5.365 \| 5.365 \| \| 1980 \| 1980 \| \| 5.428 \| 5.428 \| \| 1990 \| 1990 \| \| 5.172 \| 5.172 \| \| 1995 \| 1995 \| \| 4.837 \| 4.837 \| \| 2000 \| 2000 \| \| 4.352 \| 4.352 \| \| 2005 \| 2005 \| \| 4.362 \| 4.362 \| \| 2010 \| 2010 \| \| 4.282 \| 4.282 \| \| 2015 \| 2015 \| \| 4.548 \| 4.548 \| \| Sursa: SCB - Statistika Centralbyrån, Folkmängden per tätort. Vart femte år 1960 - 2016 \| \| \| \| \| |      |  |           |       |
| Evoluția demografică a zonei urbane Vingåker, 1970–2015 |      |  |           |       |
| An |      |  | Locuitori |       |
| 1970 | 1970 |  | 5.414     | 5.414 |
| 1975 | 1975 |  | 5.365     | 5.365 |
| 1980 | 1980 |  | 5.428     | 5.428 |
| 1990 | 1990 |  | 5.172     | 5.172 |
| 1995 | 1995 |  | 4.837     | 4.837 |
| 2000 | 2000 |  | 4.352     | 4.352 |
| 2005 | 2005 |  | 4.362     | 4.362 |
| 2010 | 2010 |  | 4.282     | 4.282 |
| 2015 | 2015 |  | 4.548     | 4.548 |
| Sursa: SCB - Statistika Centralbyrån, Folkmängden per tätort. Vart femte år 1960 - 2016 |      |  |           |       |